# Sport Club Sangiuseppese 1990-1991
Questa voce raccoglie le informazioni riguardanti lo Sport Club Sangiuseppese nelle competizioni ufficiali della stagione 1990-1991.

## Rosa
| N. |                   | Ruolo | Calciatore         |
| -- | ----------------- | ----- | ------------------ |
|    | Italia (bandiera) | C     | Alberto Aita       |
|    | Italia (bandiera) | D     | Leonardo Barnabà   |
|    | Italia (bandiera) | D     | Ciro Caccavalle    |
|    | Italia (bandiera) |       | Casillo            |
|    | Italia (bandiera) | C     | Maurizio Cavallo   |
|    | Italia (bandiera) | A     | Carlo Collaro      |
|    | Italia (bandiera) | C     | Lorenzo D'Agostino |
|    | Italia (bandiera) | P     | Vincenzo Di Muro   |
|    | Italia (bandiera) | C     | Guglielmo Esposito |
|    | Italia (bandiera) | C     | Vincenzo Fusco     |

| N. |                   | Ruolo | Calciatore         |
| -- | ----------------- | ----- | ------------------ |
|    | Italia (bandiera) | D     | Gennaro Laureana   |
|    | Italia (bandiera) | A     | Luigi Liguori      |
|    | Italia (bandiera) | P     | Giancarlo Martelli |
|    | Italia (bandiera) | A     | Paolo Pasini       |
|    | Italia (bandiera) | A     | Riccardo Pecchi    |
|    | Italia (bandiera) | C     | Pasquale Poliselli |
|    | Italia (bandiera) | D     | Giacomo Pontillo   |
|    | Italia (bandiera) | D     | Antonio Rumolo     |
|    | Italia (bandiera) | D     | Massimo Sais       |